# Iridometra
Genre
Iridometra est un genre de comatules de la famille des Antedonidae.

## Liste d'espèces
Selon World Register of Marine Species (23 mars 2015) :
- Iridometra adrestine (AH Clark, 1907) -- Japon
- Iridometra malagasiensis Marshall & Rowe, 1981 -- Madagascar
- Iridometra maxima AH Clark (1929)